# 稲荷古墳群
稲荷古墳群（いなりこふんぐん）は、栃木県宇都宮市上欠町にある古墳群。6世紀後半から7世紀にかけて造られた、1つの前方後円墳と3つの円墳で構成される。

## 特徴
田川と姿川の間にある宝木台地のうち、鶴田町以南の地域には、塚山古墳群、愛宕塚古墳、大日塚古墳、権現山古墳、砥上山神社古墳、姿川中央小南古墳、二子塚古墳など多くの古墳が見つかっており、稲荷山古墳群もこれに含まれる。ただし多くの古墳は田川沿いにあり、姿川上流部で前方後円墳を含む古墳群としては唯一の存在である。稲荷山古墳群は標高135 - 136 m、姿川低地の水田地帯より30 mほど高い位置にある。北側には広い台地面があるにもかかわらず、台地の南端の幅20 - 30 mという狭い場所に立地しており、東・南・西の三方が低地に囲まれていることから、周囲からの眺望を意識して築造されたと考えられる。
稲荷山古墳群は、南北約100 m×東西約50 mの範囲に広がり、6世紀後半から7世紀にかけて築造された、4つの古墳から成る。それぞれの古墳には1号墳から4号墳まで番号が付いており、2号墳は前方後円墳、ほかは円墳である。2号墳のみが前方後円墳であり、他の古墳よりも規模が大きいことから、2号墳が古墳群の主墳であると考えられる。2号墳を基準にすると、1号墳は2号墳から西北西に約25 m、3号墳は南に約10 mのところにあり、4号墳は3号墳から南へ約50 m離れている。
古墳の周囲の溝からは縄文土器・弥生土器の破片が150個ほど見つかっている。うち9割は弥生土器で、文様がないものが多く、文様のあるものを周辺遺跡の出土品と照合すると、弥生時代中期後半のものと推定される。
なお古墳群は個人所有である。

### 3つの円墳

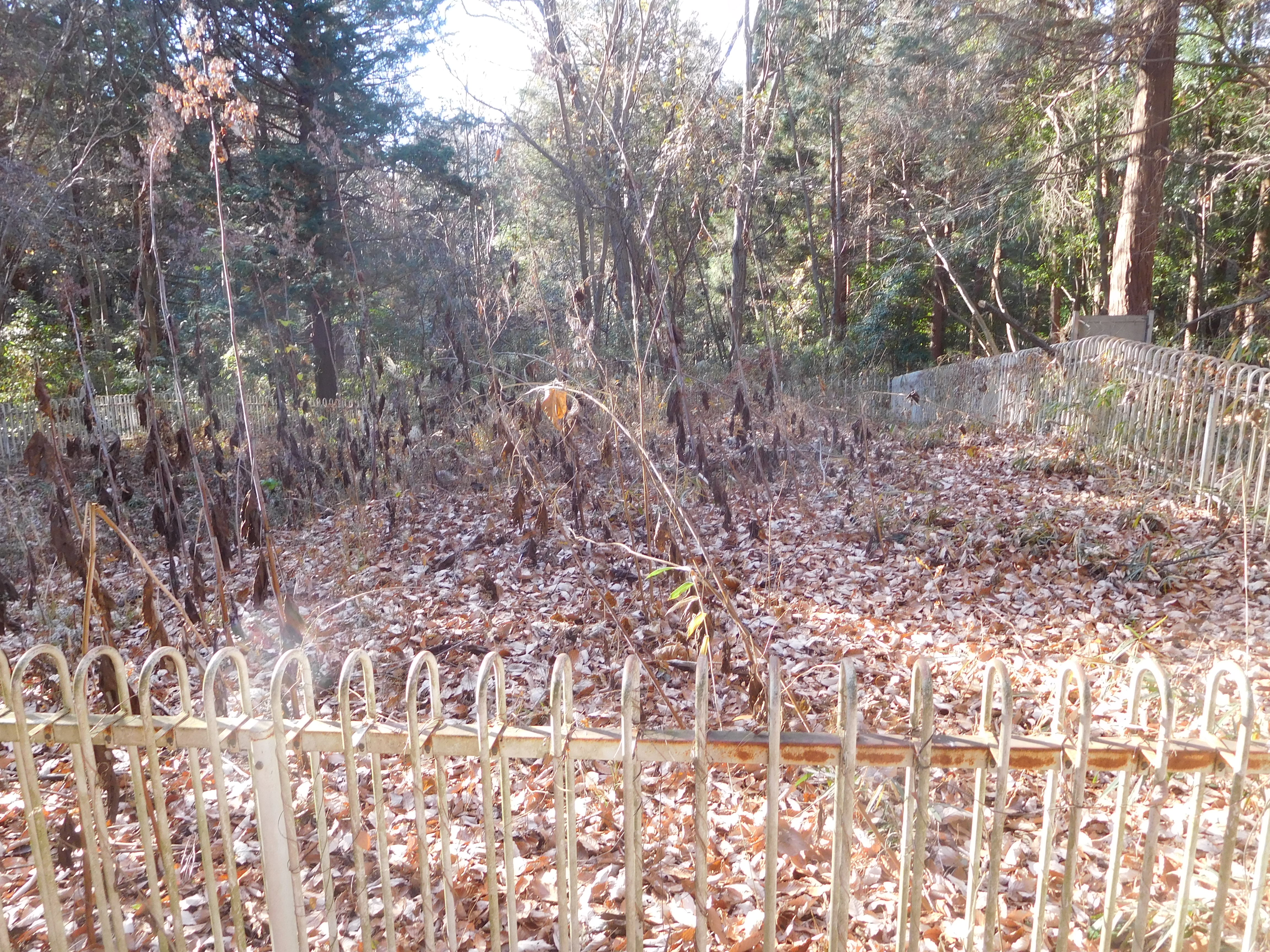
1号墳

1号墳、3号墳、4号墳は円墳であり、いずれも小規模な墳丘である。発掘調査前は雑木・低木が繁茂し、わずかに隆起している、という程度の規模であるため、専門家であっても見落としかねないほどであったという。それぞれの墳丘は幅2 - 3 mの溝に取り囲まれている。
- 1号墳：直径約13 m、高さ約1 m[1]
- 3号墳：直径約10 m、高さ約0.5 m[1]
- 4号墳：直径約9 m、高さ約0.5 m[1]

1号墳の埋葬施設は横穴式石室であり、ほぼ真南に開口する。その玄室は全長3.61 mで、幅は玄門部で1.09 m、最奥部で1.18 m、最大幅は1.42 mとゆがんだ長方形をしており、発掘時には崩落していた天井は、山の石7、8枚でできていた。（5枚しか発掘されなかったが、2、3枚分不足していた。）羨道は長さ1.13 m、羨門の幅は0.98 mである。玄室・羨道とも壁面は河原の石で小口積みにしている。副葬品は棗玉（琥珀製）、土玉（漆塗り）、銅製品（環状）、刀子、直刀であり、石室周辺の墳丘部では、土師器や須恵器の破片が出土した。この横穴式石室は、発掘調査後埋め戻されたため、見学することはできない。

### 前方後円墳（2号墳）

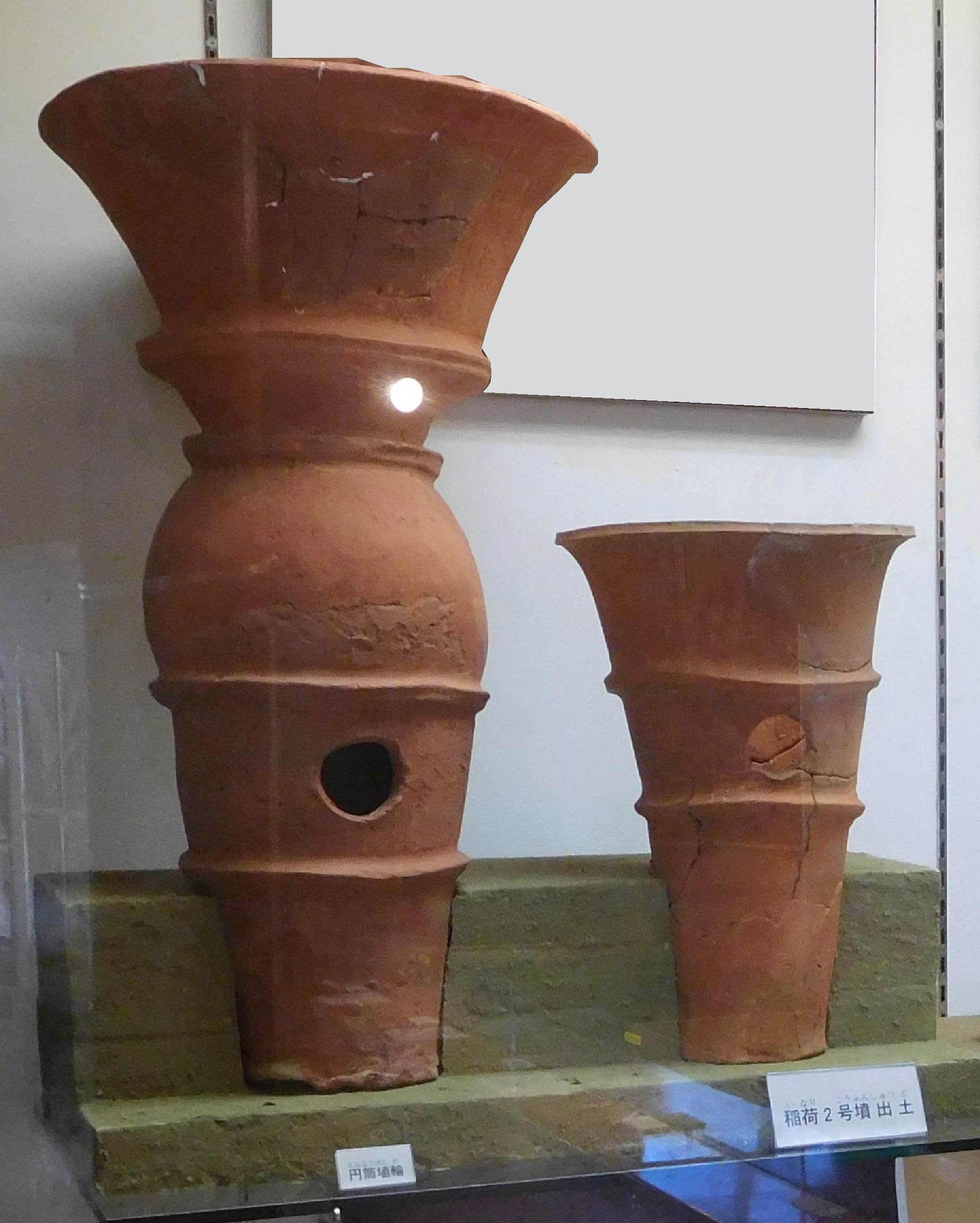
2号墳の円筒埴輪

2号墳は、稲荷古墳群の主墳であると考えられ、全長32.5 mの前方後円墳である。尾根線に沿って、前方部が南西を向いている。前方部の先端幅は20.5 m、高さは2.15 mで、後円部の直径は20.5 m、高さは2.25 mである。古墳からは円筒埴輪36本、形象埴輪、土師器、須恵器が出土しており、これらの特徴から2号墳の築造時期は6世紀後半と推定される。埋葬施設は横穴式石室であると思われるが、遺跡保護のため発掘調査は行われていない。
発掘で見つかった36本の円筒埴輪のうち、起立または横倒し状態で発掘されたものは17本、朝顔形埴輪が10本であった。このことから、円筒埴輪の列は3 - 4本に1本の割合で朝顔形埴輪を並べていたと推定されたが、トレンチ調査のため、断定はできない。形象埴輪は原形を完全に留めていたものは1つもなく、盾、靭、鞘、家、人物、馬をかたどった見られる破片が発見された。
墳丘の残存状況は良好である。

## 発掘調査と保護活動
稲荷古墳群周辺の山林は、炭作りやキノコのほだ木として植林と伐採の循環があったが、これらの利用が途絶えると、雑木・低木が繁茂する状態となった。1983年（昭和58年）11月より宇都宮市教育委員会が現況調査を開始し、1984年（昭和59年）1月に栃木県教育委員会との協議の結果、古墳群の範囲と墳丘の形を確認するための発掘調査を行うことが決定した。同年9月末より下草刈りと墳丘測量を行い、10月1日より発掘調査に着手した。2号墳の調査に重点を置いた調査であったため、他の円墳は簡易調査にとどまった。ただし、1号墳は石室が一部地表に露出していたことから、石室の調査も行われた。調査の際に、2号墳で埴輪を盗掘した痕跡が見られたが、大規模な攪乱はなかった。
発掘調査後の1985年（昭和60年）3月20日に宇都宮市指定史跡となった。地元では古墳の愛護会が結成され、下草刈りを行うなどの保護活動を行っている。

## 交通
最寄りのバス停は「しらゆり幼児園」で、ここから西へ約600 m進み、上欠陸橋手前で北に折れて約400 m進むと古墳群の案内看板が現れる。この案内看板から更に100 mほど丘陵を上ると古墳群に到着する。